# Neuromancer
Neuromancer är en roman skriven av William Gibson, utgiven 1984. Den utkom i svensk översättning 1987. Den är Gibsons debutroman och den första i Sprawl-trilogin, vars övriga titlar är Count Zero och Mona Lisa Overdrive. Romanen har belönats med Hugopriset, Nebulapriset och Philip K. Dick Award.
Neuromancer inspirerade sci-fi-litteraturens sub-genre Cyberpunken och Gibson är en av de mer tongivande författarna inom denna genre. År 2009 planerades den att filmatiseras, då med bland andra Hayden Christensen.

## Handling
Neuromancer är en mörk berättelse som utspelar sig i en framtid inte alltför långt ifrån oss, inofficiellt brukar man säga att den utspelas år 2020. En framtid där multinationella företag och organiserad brottslighet har tagit över makten i samhället, miljöförstöringen har gått mycket längre än idag och klyftorna mellan rika och fattiga är enormt stora. Gibson beskriver Matrisen, en cyberrymd som i mycket liknar Internet som det senare utvecklades. Datoriseringen av samhället har gått mycket långt och neuroimplantat, VR-världar och datahackers är vanliga.
En av dessa datahackers - "tangentbordscowboys" - är Henry Dorsett Case. Han brukade vara den bästa av dem alla. Men när han bestal sina arbetsgivare straffade de honom genom att se till att han aldrig mer skulle kunna logga in i Matrisen igen, något som för Case kändes värre än döden. Men så blir han kontaktad av en mystisk kvinna, Molly, eftersom hennes arbetsgivare behöver honom för ett uppdrag som går ut på att göra en körning på Matrisen och attackera en AI (Artificiell intelligens).